# Dicercomyzon sjostedti
Dicercomyzon sjostedti is een haft uit de familie Dicercomyzidae. De wetenschappelijke naam van de soort is voor het eerst geldig gepubliceerd in 1909 door Ulmer.
De soort komt voor in het Afrotropisch gebied.